# ナショナル・ウィメンズ・サッカーリーグ
ナショナル・ウィメンズ・サッカーリーグ（英: National Women's Soccer League、略称：NWSL）は、アメリカ合衆国で行われる女子サッカーのプロリーグである。

## 概要
アメリカ合衆国の女子サッカーにはWUSA（2001年-2003年）、WPS（2009年-2011年）と過去に2つのトップリーグが存在したが、いずれも予算難を理由に短期間で廃止に追い込まれた。NWSLは2012年にWPSの後を継ぐ形で創設され、2013年に8クラブでシーズンが開幕した。
リーグ戦はより多くのサポーターが観戦しやすいように、土曜・日曜・祝日を中心に編成し、試合会場も大学のグラウンドなど中小規模のものを使用。人件費を抑えるためにアメリカ合衆国代表クラスの選手はアメリカ合衆国サッカー連盟が給料を支給しクラブの運営面の負担を減らすといった身の丈に合わせた経営体制を整えている。

## 年間スケジュールと試合システム
- 2013年

大会は年間22試合で、ホーム・アンド・アウェーで全体で2回ずつの14試合（7試合×2）、またこれとは別に本拠地に近い地域との対戦をやはりホーム・アンド・アウェー方式で8試合（4試合×2）の計22試合を行い、リーグ戦終了後の上位4クラブがプレーオフを争う。なおレギュラーリーグ（予選）の1位チームは「NWSLシールド賞」として表彰される。
- 2014年

1チームが新規参加し、9クラブで行われる。3回総当たり24試合制で、ホーム&アウェーでの2回総当たり+どちらかのホーム（地域性などを考慮）で1回総当たり。プレーオフは従来と同じ上位4クラブ。
- 2015年

9クラブによりホームとアウェイと各10試合、合計20試合が21週間で行われる。シーズン終了時点で上位4クラブがプレーオフに進出し、準決勝で1位と4位、2位と3位が試合を行い、勝利したクラブが決勝に進出する。
- 2016年

10クラブによりホームとアウェイと各10試合、合計20試合が19週間で行われる。ただしFIFAが指定する国際Aマッチデーと、リオデジャネイロオリンピックが開催される8月1日- 25日はブレイク期間とする。シーズン終了時点で上位4クラブがプレーオフに進出し、準決勝で1位と4位、2位と3位が試合を行い、勝利したクラブが決勝に進出する。
- 2017年

10クラブによりホームとアウェイで各12試合、合計24試合が行われる。プレーオフは従来と同じく上位4クラブが進出する。
- 2018年-2019年

9クラブによりホームとアウェイで各12試合、合計24試合が行われる（各クラブと3回ずつ対戦）。プレーオフは従来と同じく上位4クラブが進出する。
- 2020年

前シーズンと同様に、9クラブによるホームとアウェイで各12試合、合計24試合が行われる（各クラブと3回ずつ対戦）予定であったが、3月20日に新型コロナウイルス感染症の世界的流行の影響によりレギュラーシーズンの延期を発表、5月27日にレギュラーシーズンとプレーオフは中止とし、6月27日よりNWSLチャレンジカップを開催することを発表した。
8月25日、NWSLはフォール・シリーズの開催を発表した。
- 2021年

前年に行われたNWSLチャレンジカップが引き続きレギュラーシーズン開催前の期間(4月9日-5月8日)に行われた。
レギュラーシーズンは10クラブによりホームとアウェイで各12試合、合計24試合が行われる。シーズン終了時点で上位6クラブがプレーオフに進出し、ファーストラウンドで3位と6位、4位と5位が試合を行い、勝利クラブが準決勝に進出し、それぞれ1位、2位のクラブと試合を行う。

## 試合中継

### アメリカ合衆国
毎節指定された試合は「Game of the Week」としてケーブルテレビ局の「Lifetime」で生中継される。それ以外の試合はNWSL公式サイト（NWSLSoccer.com）かあるいはアプリ「go90」を通じて生中継され、無料で視聴することができる。放送終了後は、「Game of the Week」はLifetimeのサイトを通じて視聴することができ、その他の試合はNWSL公式サイトかあるいはアプリ「go90」を通じて視聴することができる。

### アメリカ国外
すべての試合がNWSL公式サイト（NWSLSoccer.com）を通じて生中継され、無料で視聴することができる。放送終了後はすべての試合のフル映像とハイライト映像をNWSL公式サイトで視聴することができる。

## 参加クラブ
2024シーズン
| クラブ名                   | 拠点                         | 本拠地                           | 収容人数 | 創設年 | 参加年 | 監督                       |
| -------------------------- | ---------------------------- | -------------------------------- | -------- | ------ | ------ | -------------------------- |
| エンジェル・シティーFC     | カリフォルニア州ロサンゼルス | BMOスタジアム                    | 22,000   | 2020   | 2022   | ベッキー・ツイード         |
| ベイFC                     | カリフォルニア州サンノゼ     | PayPalパーク                     | 18,000   | 2023   | 2024   | アルベルティン・モントーヤ |
| シカゴ・スターズFC         | イリノイ州ブリッジビュー     | シートギーク・スタジアム         | 20,000   | 2007   | 2013   | ローン・ドナルドソン       |
| ヒューストン・ダッシュ     | テキサス州ヒューストン       | シェル・エナジー・スタジアム     | 7,000    | 2013   | 2014   | フラン・アロンソ           |
| カンザスシティ・カレント   | カンザス州カンザスシティ     | CPKCスタジアム                   | 11,500   | 2020   | 2021   | ヴラトコ・アンドノフスキ   |
| NJ/NY ゴッサムFC           | ニュージャージー州ハリソン   | レッドブル・アリーナ             | 25,000   | 2007   | 2013   | ファン・カルロス・アモロス |
| ノースカロライナ・カレッジ | ノースカロライナ州ケーリー   | ウェイクメッド・サッカー・パーク | 10,000   | 2017   | 2017   | ショーン・ナハス           |
| オーランド・プライド       | フロリダ州オーランド         | エクスプロリア・スタジアム       | 25,500   | 2015   | 2016   | セブ・ハインズ             |
| ポートランド・ソーンズFC   | オレゴン州ポートランド       | プロビデンス・パーク             | 25,218   | 2012   | 2013   | マイク・ノリス             |
| レーシング・ルイビルFC     | ケンタッキー州ルイビル       | リン・ファミリー・スタジアム     | 11,700   | 2019   | 2021   | ベブ・ヤネズ               |
| サンディエゴ・ウェーブFC   | カリフォルニア州サンディエゴ | スナップドラゴン・スタジアム     | 32,000   | 2021   | 2022   | ケイシー・ストーニー       |
| シアトル・レインFC         | ワシントン州シアトル         | ルーメン・フィールド             | 10,000   | 2012   | 2013   | ローラ・ハービー           |
| ユタ・ロイヤルズ           | ユタ州サンディ               | アメリカ・ファースト・フィールド | 20,213   | 2017   | 2024   | エイミー・ロドリゲス       |
| ワシントン・スピリット     | ワシントンD.C.               | アウディ・フィールド             | 20,000   | 2012   | 2013   |                            |

### 参加予定クラブ
| クラブ名           | 拠点                       | 本拠地               | 収容人数 | 設立年 | 参加年 | 監督 |
| ------------------ | -------------------------- | -------------------- | -------- | ------ | ------ | ---- |
| ボストンNWSLチーム | マサチューセッツ州ボストン | ホワイト・スタジアム |          | 2023   | 2026   |      |
| デンバーNWSLチーム | コロラド州ボストン         |                      |          | 2025   | 2026   |      |

### 過去に在籍したクラブ
- ボストン・ブレイカーズ — 2013–2017 (2018年1月、シーズン開幕2ヶ月前にクラブの活動停止が発表された[18]。)
- FCカンザス・シティ（英語版） — 2013–2017 (2017年シーズンを最後に活動停止し、カンザス・シティに在籍していた選手はユタ・ロイヤルズFCに移行した[19][20]。)
- ユタ・ロイヤルズFC — 2018-2020 (2020年12月、クラブは運営を停止し、在籍していた選手はカンザスシティNWSL（現カンザスシティ・カレント）に移行した[21]。2024シーズンからの再参入を発表した[15])
- ウェスタン・ニューヨーク・フラッシュ（英語版） — 2013–2016 （2017年にオーナー権が譲渡されノースカロライナ・カレッジへチーム名が変更された[22]。）

### リーグ活動期間
現在のチーム 解散したチーム 以前のチーム 将来のチーム

## 歴代優勝クラブ
| シーズン | NWSLチャンピオンズ プレーオフ優勝              | NWSLシールド レギュラーシーズン1位             | NWSLチャレンジカップ       |
| -------- | ---------------------------------------------- | ---------------------------------------------- | -------------------------- |
| 2013     | ポートランド・ソーンズFC                       | ウェスタン・ニューヨーク・フラッシュ           | －                         |
| 2014     | FCカンザス・シティ                             | シアトル・レインFC                             | －                         |
| 2015     | FCカンザス・シティ                             | シアトル・レインFC                             | －                         |
| 2016     | ウェスタン・ニューヨーク・フラッシュ           | ポートランド・ソーンズFC                       | －                         |
| 2017     | ポートランド・ソーンズFC                       | ノースカロライナ・カレッジ                     | －                         |
| 2018     | ノースカロライナ・カレッジ                     | ノースカロライナ・カレッジ                     | －                         |
| 2019     | ノースカロライナ・カレッジ                     | ノースカロライナ・カレッジ                     | －                         |
| 2020     | 新型コロナウイルス感染症の世界的流行により中止 | 新型コロナウイルス感染症の世界的流行により中止 | ヒューストン・ダッシュ     |
| 2021     | ワシントン・スピリット                         | ポートランド・ソーンズFC                       | ポートランド・ソーンズFC   |
| 2022     | ポートランド・ソーンズFC                       | OLレイン                                       | ノースカロライナ・カレッジ |
| 2023     | NJ/NY ゴッサムFC                               | サンディエゴ・ウェーブFC                       | ノースカロライナ・カレッジ |
| 2024     | オーランド・プライド                           | オーランド・プライド                           | サンディエゴ・ウェーブFC   |

出典: NWSL Team Standings

## 歴代個人記録

### 得点
通算 （レギュラーシーズンのみ、2024年10月13日現在、太字はリーグ在籍選手）
| 順位 | 選手名                   | 得点 |
| ---- | ------------------------ | ---- |
| 1    | リン・ビエンドロ         | 80   |
| 2    | サム・カー               | 77   |
| 3    | クリスティン・シンクレア | 64   |
| 4    | アレックス・モーガン     | 60   |
| 5    | ジェシカ・マクドナルド   | 54   |
| 6    | ミーガン・ラピノー       | 51   |
| 7    | アシュリー・ハッチ       | 50   |
| 8    | クリステン・プレス       | 48   |
| 9    | デビーニャ               | 44   |
| 10   | カーリー・ロイド         | 43   |

### アシスト
通算 （レギュラーシーズンのみ、2024年1月1日現在、太字はリーグ在籍選手）
| 順位 | 選手名                     | アシスト |
| ---- | -------------------------- | -------- |
| 1    | ジェシカ・マクドナルド     | 31       |
| 1    | ソフィア・ウエルタ         | 31       |
| 3    | リン・ビエンドロ           | 28       |
| 4    | アレックス・モーガン       | 27       |
| 5    | 川澄奈穂美                 | 26       |
| 5    | ミーガン・ラピノー         | 26       |
| 7    | ジェシカ・フィッシュロック | 25       |
| 8    | ヴァネッサ・ディベルナルド | 24       |
| 8    | クリスタル・ダン           | 24       |
| 8    | トビン・ヒース             | 24       |
| 8    | サム・カー                 | 24       |
| 8    | 永里優季                   | 24       |

## NWSLアワード

### 最優秀選手
| シーズン | 選手名                   | クラブ                               |
| -------- | ------------------------ | ------------------------------------ |
| 2013     | ローレン・ホリデイ       | FCカンザス・シティ                   |
| 2014     | キム・リトル             | シアトル・レインFC                   |
| 2015     | クリスタル・ダン         | ワシントン・スピリット               |
| 2016     | リン・ウィリアムズ       | ウェスタン・ニューヨーク・フラッシュ |
| 2017     | サム・カー               | スカイブルーFC                       |
| 2018     | リンジー・ホラン         | ポートランド・ソーンズFC             |
| 2019     | サム・カー               | シカゴ・レッドスターズ               |
| 2020     | (レギュラーシーズン中止) | (レギュラーシーズン中止)             |
| 2021     | ジェス・フィッシュロック | OLレイン                             |
| 2022     | ソフィア・スミス         | ポートランド・ソーンズFC             |
| 2023     | ケロリン                 | ノースカロライナ・カレッジ           |
| 2024     | テムワ・チャウィンガ     | カンザスシティ・カレント             |

### ゴールデンブーツ（得点王）
| シーズン | 選手名                   | 所属クラブ                           | 得点                     |
| -------- | ------------------------ | ------------------------------------ | ------------------------ |
| 2013     | ローレン・ホリデイ       | FCカンザス・シティ                   | 12                       |
| 2014     | キム・リトル             | シアトル・レインFC                   | 16                       |
| 2015     | クリスタル・ダン         | ワシントン・スピリット               | 15                       |
| 2016     | リン・ウィリアムズ       | ウェスタン・ニューヨーク・フラッシュ | 11                       |
| 2017     | サム・カー               | スカイ・ブルーFC                     | 17                       |
| 2018     | サム・カー               | シカゴ・レッドスターズ               | 16                       |
| 2019     | サム・カー               | シカゴ・レッドスターズ               | 18                       |
| 2020     | (レギュラーシーズン中止) | (レギュラーシーズン中止)             | (レギュラーシーズン中止) |
| 2021     | アシュリー・ハッチ       | ワシントン・スピリット               | 10                       |
| 2022     | アレックス・モーガン     | サンディエゴ・ウェーブFC             | 15                       |
| 2023     | ソフィア・スミス         | ポートランド・ソーンズFC             | 11                       |
| 2024     | テムワ・チャウィンガ     | カンザスシティ・カレント             | 20                       |